# Campingaz

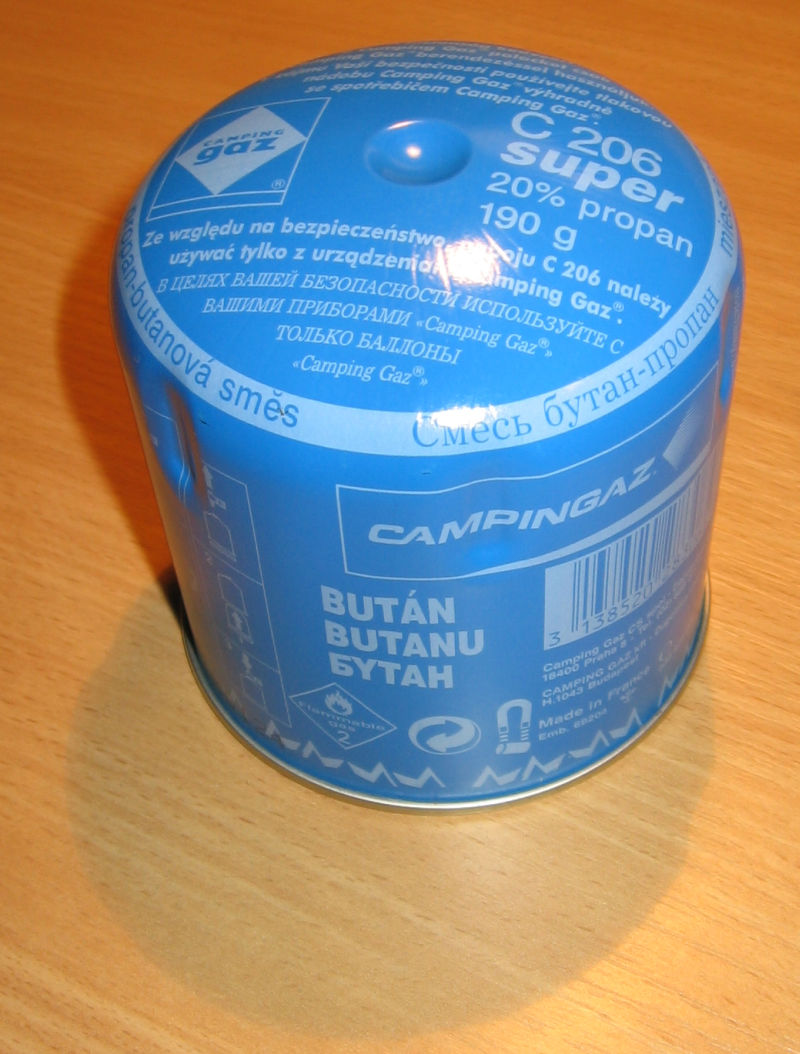
Cartucho Campingaz desechable tipo C206

Campingaz (se pronuncia como 'camping gas', del francés), anteriormente Camping gaz, es una marca que comercializa principalmente tanques de gas de una mezcla comprimido de butano / propano El gas suministrado en latas pequeñas y ligeras, desechables diseñado para su uso como combustible, en acampadas y viajes en caravana. El gas combustible se comprime a un líquido y se vende en contenedores metálicos azul característico. Para los cilindros recargables más grandes los contenidos son butano.
La marca también se utiliza en otros aparatos fabricados para uso con gas: cocinas, estufas, lámparas, calentadores, parrillas, refrigeradores, etc., así como equipo de campamento más general, como sacos de dormir.

## Historia de la empresa
La empresa  Camping Gaz fue fundada en Francia en 1949. La introducción de una pequeña botella azul de gas recargable, directamente equipada con estufas especiales o linternas de camisa incandescente, hizo que la compañía se expandiera rápidamente a los mercados extranjeros. En 1996,  Camping Gaz  se convirtió en parte de Coleman, Inc. (ahora parte de la Jarden Corporation). El nombre de la marca se cambió a Campingaz en 1998.

## Seguridad del Campingaz
Un recipiente de gas del Campingaz debe ser completamente cerrado tras cada uso, o, si es un cartucho de tipo perforable, debe ser utilizado hasta que quede completamente vacío, para evitar que el cartucho quede emitiendo gas. Pese a lo cual, algunos de los modelos perforables tienen algún sistema de retardo en el escape del gas.
En cualquier caso, el gas del Campingaz contiene elementos inflamables, por lo que no debe ser tomado como un juguete. Una alta cantidad de gas de Campingaz esparcida en un ambiente poco ventilado puede ser tratada como un tipo de fuga de gas y requerir las reacciones correspondientes a una fuga de gas.

## Tamaños disponibles

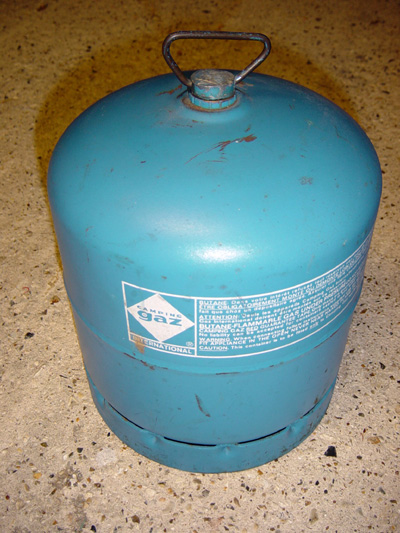
Bombona Campingaz rellenable tipo C907

### Masa del gas contenido
- CV270 masa: 375g. Masa del frasco: 145g
- CV470 masa: 640g. Masa del frasco: 190g

El combustible está en forma líquida, y se va evaporando en el interior de la bombona a medida que se consume, manteniéndose la presión de salida del gas mediante un mecanismo regulador.